# TV Is My Parent
TV Is My Parent  es el primer primer lanzamiento en video de la cantautora australiana Sia Furler, publicado en mayo de 2009 a través de la compañía discográfica de Starbucks, Hear Music. El álbum contiene un concierto en vivo grabado en el Hiro Ballroom en la ciudad de Nueva York en 2007, cuatro videos musicales y material adicional «detrás de escenas». El DVD se lanzó después del álbum de estudio Some People Have Real Problems (2008) y del EP Live from Sydney, lanzado digitalmente a través de iTunes también en mayo de 2009.
TV Is My Parent le hizo ganar a Sia el premio ARIA Music Award 2009 al «Mejor DVD de música». Algunas tiendas de música en línea ofrecieron el DVD como contenido extra en la compra de su álbum de grandes éxitos Best Of ... (2012).

## Composición
TV Is My Parent tiene una duración de 95 minutos y consiste en un concierto en vivo filmado en el Hiro Ballroom en la ciudad de Nueva York el 12 de septiembre de 2007, cuatro videos musicales y otras imágenes «detrás de escena».

## Recepción
TV Is My Parent le hizo ganar a Sia el premio ARIA Music Award al «Mejor DVD de música» en su edición del 2009. Sia se sorprendió de su victoria, y dijo: «No esperaba ganar. Ni siquiera tenía los zapatos puestos. ¿Soy la primera persona en la historia de ARIA en aceptar un premio sin zapatos?».

## Lista de canciones
| Hiro Ballroom Concert |                                |          |  |
| N.º                   | Título                         | Duración |  |
| 1.                    | «Buttons»                      |          |  |
| 2.                    | «Little Black Sandals»         |          |  |
| 3.                    | «Lentil»                       |          |  |
| 4.                    | «Day Too Soon»                 |          |  |
| 5.                    | «Sunday»                       |          |  |
| 6.                    | «Destiny»                      |          |  |
| 7.                    | «Breathe Me»                   |          |  |
| 8.                    | «Electric Bird»                |          |  |
| 9.                    | «You Have Been Loved»          |          |  |
| 10.                   | «Academia»                     |          |  |
| 11.                   | «The Girl You Lost to Cocaine» |          |  |
| 12.                   | «Distractions»                 |          |  |

| Where the Magic Happens: USA Tour Spring 2008 |                                                 |          |  |
| N.º                                           | Título                                          | Duración |  |
| 1.                                            | «Meeting the People of Santa Monica (Part One)» |          |  |
| 2.                                            | «Meeting the People of Santa Monica (Part Two)» |          |  |
| 3.                                            | «Some Tour Ground Rules»                        |          |  |
| 4.                                            | «This is My Family!»                            |          |  |
| 5.                                            | «At the Legendary Fillmore East»                |          |  |
| 6.                                            | «Fan Generosity»                                |          |  |
| 7.                                            | «The Coolest Answerphone Message Ever»          |          |  |
| 8.                                            | «Meet the Band»                                 |          |  |
| 9.                                            | «Sia Does Texas»                                |          |  |

| Music Videos |                                |          |  |
| N.º          | Título                         | Duración |  |
| 1.           | «Buttons»                      |          |  |
| 2.           | «Day Too Soon»                 |          |  |
| 3.           | «The Girl You Lost to Cocaine» |          |  |
| 4.           | «Soon We'll Be Found»          |          |  |